# Жун (повіт, Сичуань)
29°27′18″ пн. ш. 104°25′06″ сх. д. / 29.45501° пн. ш. 104.41836° сх. д.
Жун (кит. 荣县, пін. Róng Xiàn) — один із повітів КНР у складі префектури Цзигун, провінція Сичуань. Адміністративний центр — містечко Сюйян.

## Географія
Жун лежить на притоках річки Фусі (басейн Тоцзяну) у південній частині Сичуанської западини.

### Клімат
Повіт знаходиться у зоні, котра характеризується вологим субтропічним кліматом. Найтепліший місяць — липень із середньою температурою 26,9 °C. Найхолодніший місяць — січень, із середньою температурою 7,3 °С.
| Клімат повіту Жун                                  | Клімат повіту Жун | Клімат повіту Жун | Клімат повіту Жун | Клімат повіту Жун | Клімат повіту Жун | Клімат повіту Жун | Клімат повіту Жун | Клімат повіту Жун | Клімат повіту Жун | Клімат повіту Жун | Клімат повіту Жун | Клімат повіту Жун | Клімат повіту Жун |
| Показник                                           | Січ.              | Лют.              | Бер.              | Квіт.             | Трав.             | Черв.             | Лип.              | Серп.             | Вер.              | Жовт.             | Лист.             | Груд.             | Рік               |
| Середній максимум, °C                              | 10,2              | 13,4              | 18,3              | 23,9              | 27,4              | 29                | 31,4              | 31,3              | 26,7              | 21,4              | 17,1              | 11,6              | 21,8              |
| Середня температура, °C                            | 7,3               | 9,8               | 14                | 19                | 22,5              | 24,6              | 26,9              | 26,6              | 22,8              | 18,2              | 13,9              | 8,8               | 17,9              |
| Середній мінімум, °C                               | 5,2               | 7,4               | 10,9              | 15,3              | 18,8              | 21,4              | 23,6              | 23,2              | 20,2              | 16,1              | 11,7              | 6,8               | 15,1              |
| Норма опадів, мм                                   | 10.1              | 13                | 28                | 60.4              | 84.5              | 150.5             | 191.1             | 216.1             | 108.7             | 49.2              | 19.7              | 8.6               | 939.9             |
| Вологість повітря, %                               | 82                | 78                | 74                | 72                | 72                | 80                | 81                | 80                | 83                | 85                | 82                | 83                | 79                |
| -------------------------------------------------- | ----------------- | ----------------- | ----------------- | ----------------- | ----------------- | ----------------- | ----------------- | ----------------- | ----------------- | ----------------- | ----------------- | ----------------- | ----------------- |
| Джерело: Дані метеостанції №56394 (КНР, 1991-2020) |                   |                   |                   |                   |                   |                   |                   |                   |                   |                   |                   |                   |                   |